# Raión de Ashotsk

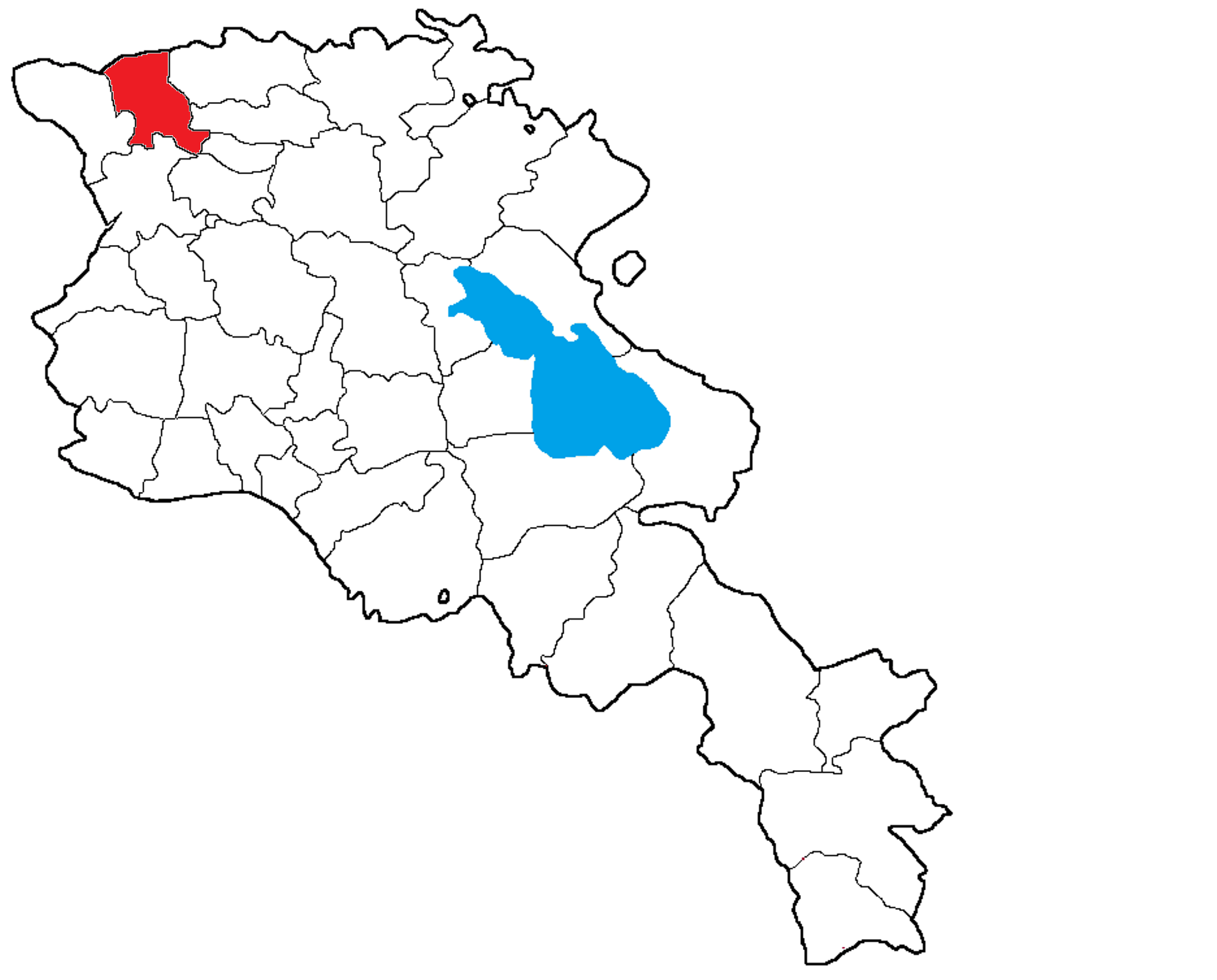
Raión de Ashotsk en rojo. En celeste el lago Sevan

El raión de Ashotsk es uno de los cinco raiones que forman la provincia armenia de Shirak. Se encuentra en el centro-noreste de la provincia, con una población a fecha de 12 de octubre de 2011 de 9090 habitantes.
Está formado por las siguientes localidades:
- Arpeni 276
- Ashotsk 2132
- Bashgyugh 64
- Bavra 490
- Dzorashen 187
- Ghazanchi 502
- Goghovit 390
- Hartashen 153
- Kakavasar 128
- Karmravan 217
- Krasar 466
- Lernagyugh 25
- Mets Sepasar 841
- Musayelyan 388
- Pokr Sariar 241
- Pokr Sepasar 173
- Salut 91
- Saragyugh 174
- Sarapat 109
- Sizavet 334
- Tavshut 370
- Torosgyugh 334
- Tsoghamarg 495
- Vardaghbyur 99
- Zuygaghbyur 411[1]